# 拉韦诺-蒙贝洛
拉韦诺-蒙贝洛（義大利語：Laveno-Mombello），是意大利瓦雷泽省的一个市镇。总面积25.92平方公里，人口9098人，人口密度351.0人/平方公里（2009年）。国家统计（ISTAT）代码为012087。